# Радіоліти
Радіоліти (рос. радиолиты, англ. radiolites, нім. Radiolithe m pl) – 
- 1. Радіальнопроменисті мінеральні утворення неправильної форми. Утворюють включення, вкрапленики, суцільні агрегати. Зустрічаються в мергелях, глинистих вапняках.
- 2. Радіальноволокнистий натроліт (застарілий термін).